# Kerbela (vlinder)
Kerbela is een geslacht van vlinders uit de familie van de grasmotten (Crambidae) en de onderfamilie Odontiinae. Dit geslacht is beschreven door Hans Georg Amsel in 1949.

## Soorten
- Kerbela monotona Amsel, 1949
- Kerbela turcomanica (Christoph, 1877)